# John Ker (3e duc de Roxburghe)
John Ker, 3e duc de Roxburghe, (23 avril 1740 - 1804) est un noble et un bibliophile écossais.

## Jeunesse
Né à Hanover Square, à Londres, le 23 avril 1740, il succède à son père Robert Ker (2e duc de Roxburghe) pour devenir le 3e duc de Roxburghe en 1755. Au cours de son Grand Tour en 1761, il tombe amoureux de Christine de Mecklembourg, fille aînée du Charles-Louis-Frédéric de Mecklembourg-Strelitz. Cela aurait été un mariage parfait d'égaux sociaux. Peu de temps après, une sœur cadette, Charlotte de Mecklembourg-Strelitz, s'est fiancée au roi George III. Il est alors considéré comme un mauvais mariage pour une sœur aînée d’épouser une personne de rang inférieur à une sœur plus jeune. Pour cette raison, John Ker et Christina se séparent et restent célibataires jusqu'à la fin de leurs jours. George III reconnaissant le sacrifice de Ker, il est récompensé par un poste élevé à la cour. Il est Lord de la chambre à coucher en 1767 et nommé chevalier du chardon en 1768. En 1796, il est nommé Porte-coton et conseiller privé. Il est nommé Chevalier de la Jarretière en 1801.

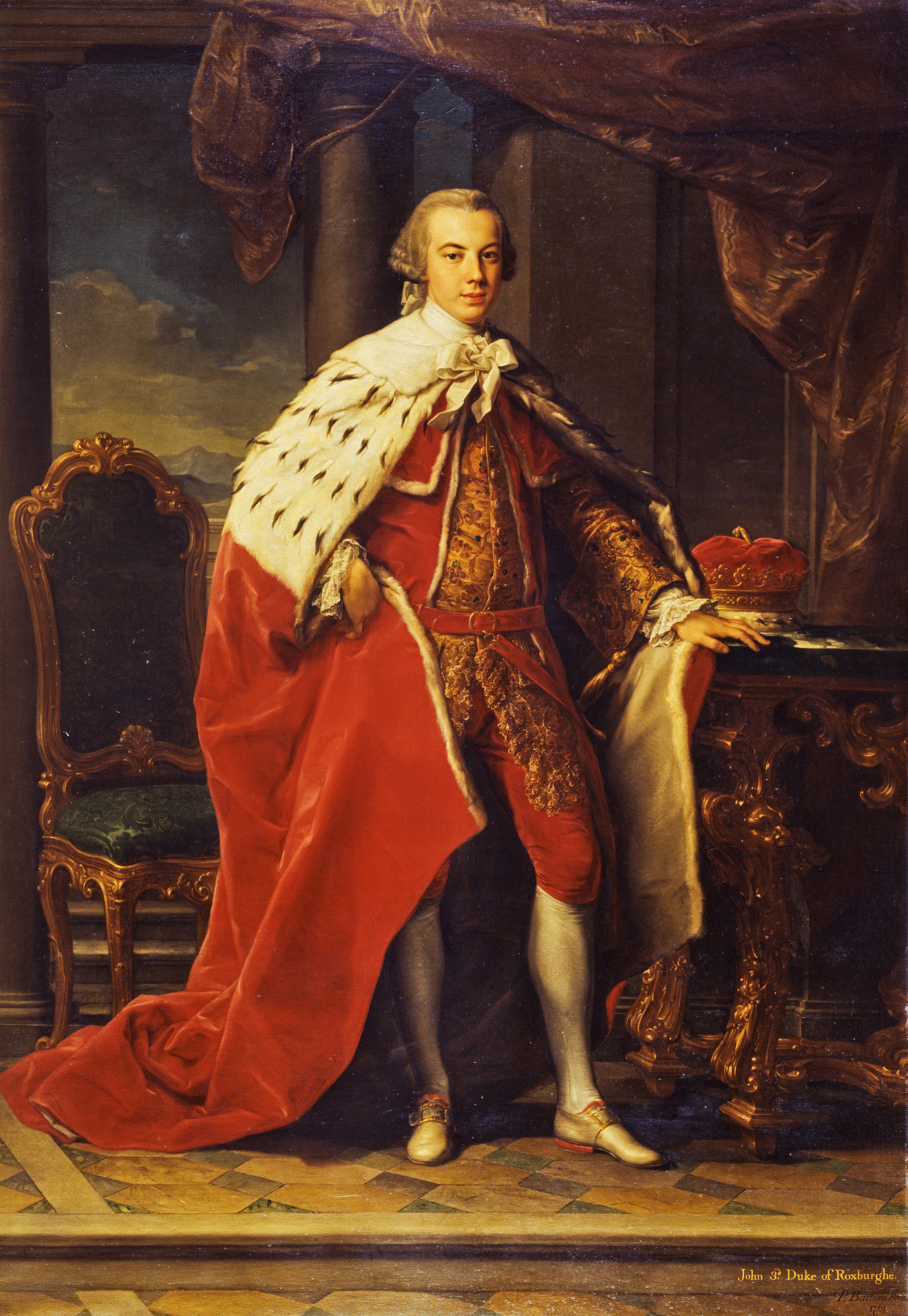
John Ker, 3e duc de Roxburghe de Pompeo Batoni (vers 1761)

## Bibliophile
Pendant qu'il est en Italie, Ker achète une première édition du Décaméron de Boccace, souvent appelé l'édition Valdarfers. C'est un livre légendaire, dont beaucoup disaient qu'il n'existe pas. Il a payé 100 guinées et l'a montré à ses amis londoniens avec un immense succès. Pendant les quarante années suivantes, il collectionne des livres anciens et curieux, en particulier des éditions d'œuvres de Shakespeare et d'autres ouvrages qui ne mentionnaient que Shakespeare. À sa mort en 1804, il y a 10 000 articles dans sa collection. La plupart sont des livres, mais il y avait aussi des brochures et des feuilles de ballades. Sa bibliothèque est vendue aux enchères en 1812, ce qui conduit à la formation du club Roxburghe. Sa collection de ballades a par la suite été publiée sous le nom de Roxburghe Ballads.
Il meurt célibataire et sans enfant, et les titres de comte Ker et baron Ker, créés pour son père en 1722 dans la Pairie de Grande-Bretagne, disparaissent. Son cousin William Bellenden-Ker (4e duc de Roxburghe), 7e Lord Bellenden lui succède comme duc et à tous ses autres titres subsidiaires.

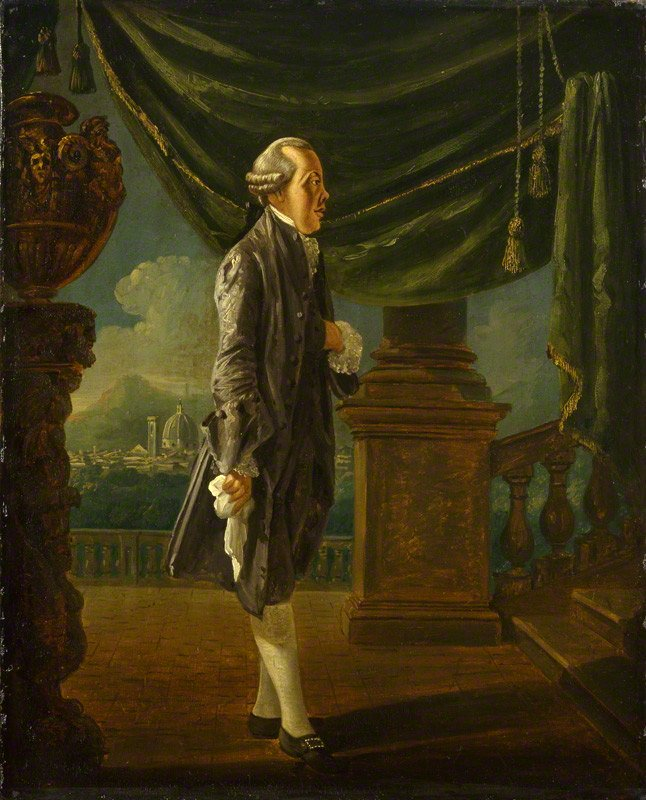
John Ker, 3e duc de Roxburghe par Thomas Patch (vers 1761)

## Dans la culture populaire
Dans Jonathan Strange et Mr. Norrell, un roman de l'écrivaine britannique Susanna Clarke publié en 2004, l'affection du duc pour la sœur de la reine et leur séparation subséquente sont évoquées et constituent la prémisse d'un aspect important de l'histoire. L'un des personnages principaux, Gilbert Norrell, souhaitait depuis longtemps examiner les livres de la bibliothèque du duc, croyant qu'il y avait des textes magiques à l'intérieur. Le duc, bibliophile et riche, ne voyait aucune raison de laisser cette occasion à M. Norrell. Ainsi, à la mort du duc, le nouveau duc met la bibliothèque en vente afin de payer les dettes judiciaires. La bibliothèque du duc contenait plusieurs tomes extrêmement rares et précieux, que M. Norrell achète aux enchères, ce qui accroît les frictions entre lui et Jonathan Strange.